# Отис
Отис або Котис (*д/н —бл. 380 до н. е.) — династ Пафлагонії у 400—380 до н. е..

## Життєпис
Належав до родичів першого самостійного династа Пафлагонії Корили. Близько 400 року до н. е. прийшов до влади. Відмовився прибути до двору перського царя Артаксеркса II. Відомо про союз з Спіфрідатом, знатним персом і військовиком Фарнабаза II, сатрапа Геллеспонтської Фригії. За посередництва Спіфрадата 396 року до н. е. уклав союз зі спартанським царем Агесілаєм II. 395 року до н. е. одружився з донькою Спіфрідата. 380 року до н. е. йому спадкував Тій.